# Out of the Blue (Electric Light Orchestra-album)
Az Out of the Blue az Electric Light Orchestra brit pop-rock együttes 1977. október 3-án megjelent, sorrendben hetedik nagylemeze, amely 2007-ben újrakeverve ismét megjelent. A duplaalbum az együttes legnagyobb kereskedelmi sikere volt. Szerepel az 1001 lemez, amit hallanod kell, mielőtt meghalsz című könyvben.

## Az album dalai
| 1. | Turn to Stone       | Jeff Lynne | 3:47 |
| 2. | It's Over           | Jeff Lynne | 4:08 |
| 3. | Sweet Talkin' Woman | Jeff Lynne | 3:47 |
| 4. | Across the Border   | Jeff Lynne | 3:52 |

| 5. | Night in the City | Jeff Lynne | 4:02 |
| 6. | Starlight         | Jeff Lynne | 4:30 |
| 7. | Jungle            | Jeff Lynne | 3:51 |
| 8. | Believe Me Now    | Jeff Lynne | 1:21 |
| 9. | Steppin' Out      | Jeff Lynne | 4:38 |

| 1. | Standin' in the Rain | Jeff Lynne | 4:20 |
| 2. | Big Wheels           | Jeff Lynne | 5:10 |
| 3. | Summer and Lightning | Jeff Lynne | 4:13 |
| 4. | Mr. Blue Sky         | Jeff Lynne | 5:05 |

| 5. | Sweet Is the Night | Jeff Lynne | 3:26 |
| 6. | The Whale          | Jeff Lynne | 5:05 |
| 7. | Birmingham Blues   | Jeff Lynne | 4:21 |
| 8. | Wild West Hero     | Jeff Lynne | 4:40 |

| 1. | Wild West Hero (Alternate bridge: Home demo)                         | Jeff Lynne | 0:26 |
| 2. | The Quick and the Daft (Previously unreleased)                       | Jeff Lynne | 1:49 |
| 3. | Latitude 88 North (Previously unreleased; also released as a single) | Jeff Lynne | 3:24 |

## Közreműködtek
- Jeff Lynne – ének, háttérvokál, gitár, billentyűk, ütőhangszerek
- Bev Bevan – dob, ütőhangszerek, háttérvokál, tűzoltó készülék a Mr. Blue Sky-on
- Richard Tandy – billentyűk, gitár
- Kelly Groucutt – ének, háttérvokál, basszusgitár, ütőhangszerek
- Mik Kaminski – hegedű
- Melvyn Gale – cselló, zongora
- Hugh McDowell – cselló

## Helyezések
| Listák (1977–79)                              | Legjobb helyezés |
| --------------------------------------------- | ---------------- |
| Ausztrália (Kent Music Report)                | 3                |
| Kanada (RPM Albums Chart)                     | 2                |
| Hollandia (Dutch Charts Album Top 100)        | 3                |
| NSZK (West German Media Control Albums Chart) | 6                |
| Franciaország (SNEP Album Top 100)            | 14               |
| Olaszország (FIMI Album Top 20)               | 23               |
| Japán (Oricon)                                | 32               |
| Új-Zéland (Recorded Music NZ Top 40 Albums)   | 6                |
| Norvégia (VG-lista Album Top 40)              | 3                |
| Svédország (Sverigetopplistan Top 60 Albums)  | 2                |
| Egyesült Királyság (UK Albums Chart)          | 4                |
| USA Billboard 200                             | 4                |
| USA Cashbox Top 100 Albums                    | 5                |
| Listák (2007)                                 | Legjobb helyezés |
| Egyesült Királyság (UK Albums Chart)          | 18               |

| Listák (1977)                          | Legjobb helyezés |
| -------------------------------------- | ---------------- |
| Ausztrália (Kent Music Report)         | 59               |
| Hollandia (Dutch Charts Album Top 100) | 36               |
| Egyesült Királyság (UK Albums Chart)   | 48               |
| Listák (1978)                          | Legjobb helyezés |
| Ausztrália (Kent Music Report)         | 11               |
| Kanada (RPM Albums Chart)              | 46               |
| Hollandia (Dutch Charts Album Top 100) | 15               |
| Olaszország (FIMI Album Top 20)        | 80               |
| Egyesült Királyság (UK Albums Chart)   | 7                |
| USA Billboard 200                      | 18               |
| Listák (1979)                          | Legjobb helyezés |
| Egyesült Királyság (UK Albums Chart)   | 26               |

Eladások és minősítések
| Ország (szervezet)                               | Minősítés | Eladások   |
| ------------------------------------------------ | --------- | ---------- |
| Kanada (Music Canada)                            | Platina   | 100 000^   |
| Németország (BVMI)                               | Arany     | 250 000^   |
| Hollandia (NVPI)                                 | Arany     | 50000^     |
| Egyesült Királyság (BPI)                         | Platina   | 300 000^   |
| Egyesült Államok (RIAA)                          | Platina   | 1 000 000^ |
| ^ Eladási adat csak eredeti tanúsítvány alapján. |           |            |

## Fordítás
Ez a szócikk részben vagy egészben az Out of the Blue (Electric Light Orchestra album) című angol Wikipédia-szócikk ezen változatának fordításán alapul.  Az eredeti cikk szerkesztőit annak laptörténete sorolja fel. Ez a jelzés csupán a megfogalmazás eredetét és a szerzői jogokat jelzi, nem szolgál a cikkben szereplő információk forrásmegjelöléseként.